# 一週間 (ロシア民謡)
「一週間」（いっしゅうかん）、原題「Неделька」（ニェジェーリカ、「週」）は、ロシアの民謡。
女性の一週間の様子を歌ったロシア民謡で、作詞・作曲者は不詳。19世紀頃に成立。

## 日本における受容
日本では「楽団カチューシャ」による訳詞（1954年）が有名で、その内容はロシア語原詞を比較的忠実になぞったものである（土曜日のみ異なる）。この他訳詞担当は不明だが、「日曜日はにこにこ」「月曜日はげんきに」と、曜日のだじゃれで構成されたのも有った。
1963年4月にはNHKの『みんなのうた』で紹介。編曲は若松正司で、歌はボニージャックスが担当した。『みんなのうた』版は歌詞が一部変更されており、3番の「あなたと逢って」が「友達が来て」、5番の「恋人よ」が「友達よ」になっている。2021年現在音声のみ見つかっており、映像は見つかっていない。同年8月にはボニージャックスの歌唱でキングレコードからシングル発売され（品番はEB-921、モノラル録音）、同年12月の『第14回NHK紅白歌合戦』でもボニージャックスにより披露されている。また、同じくNHKの『おかあさんといっしょ』『歌はともだち』『歌のメリーゴーラウンド』『ドレミノテレビ』などでも歌われた。このバージョンでは、「テュリャテュリャ…」の最後のフレーズがオリジナルとは異なる。
2015年3月22日から、JR西日本大阪環状線野田駅の発車メロディに採用されている。楽団カチューシャの訳詞にある「日曜日は市場に出かけ」という歌詞と、大阪市中央卸売市場本場の最寄駅であることにちなむ。
2021年には『みんなのうた』でラジオのみで約58年ぶりに再放送された。

## 作品への起用
日本では、この曲のメロディがCMソングとして使用される機会が多い。1960年代後半にスバル・360、1980年代にハウス食品「ザ・シチュー」（1983年）やタイヘイ「タイヘイファミリーセット」、エッソ石油、モービル石油「モービルHiアルキー→モービルF-1」、1990年代前半に丸美屋食品工業「のりたま」、2010年にP&G「ファブリーズ」、2017年にau三太郎シリーズ「合唱」篇・「毎日イイコト・一週間」篇、2018年に関西電力「エコキュートでおトク キャンペーン」篇、2021年にサッポロビール「ドラフティ」などといったCMで使われ、その他イオン「火曜市」やユニー「火曜特売」、バンダイ「妖怪ウォッチ・チョコボー」、「マロニー」「アゴダ」などのCMソングに起用されている。
2009年4月にテレビ番組『東京フレンドパークII』の放送枠が月曜19:00から木曜19:55に移動する際、本曲の替え歌で移動の告知を行った。
アニメけいおん!の第1話「廃部！」のシーンの一部で本曲が使われている（歌はなし）。
嘉門タツオ（旧芸名：嘉門達夫）は、不倫を題材にした本曲の替え歌を持ち歌にしている。
2012年頃からは、コウメ太夫（旧芸名：小梅太夫）が『チクショー一週間』で本曲をネタに使用している。
陣内智則もエンタの神様で、羽化してからのセミの寿命が短いことに準えて、「セミの一週間」と題した替え歌をネタ内で用いている。また、ある小学生はそんな宿命を背負いながらも一生懸命に生きるセミを用いたネタを見て、自殺を思いとどまったと言う。
ソビエト連邦時代の作曲家ニコライ・ブダーシュキンの『ドムラとバラライカオーケストラのための協奏曲』（1943年）の第1楽章は本曲を素材として用いている。
NHKのムジカ・ピッコリーノでは、シーズン10第2話にこの歌が登場。後半は登場人物のオリジナル歌詞で歌われた。終盤に曲の概要が紹介された際、先述の「みんなのうた」のことにも触れている。
二次元キャラクタープロジェクトである「超人的シェアハウスストーリー『カリスマ』」が2021年11月2日にリリースした楽曲「カリスマ1週間」（歌：七人のカリスマ）は、本楽曲を基に作られた。